# TVキャスター マーフィー・ブラウン

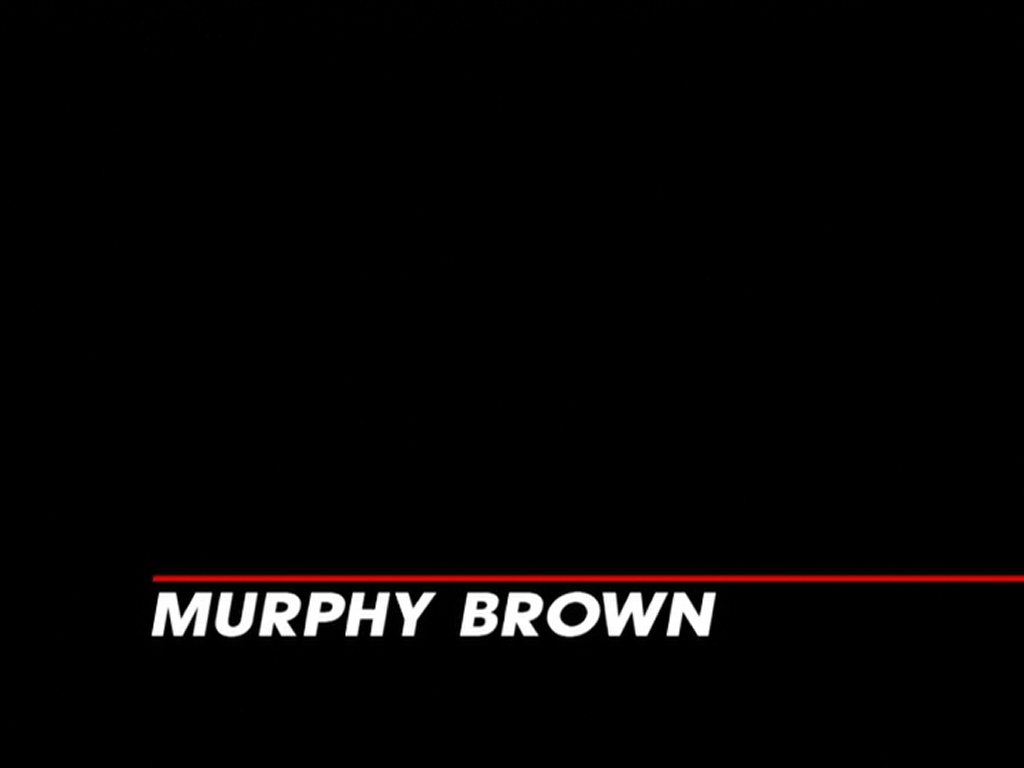
オープニング タイトル

『TVキャスター マーフィー・ブラウン』（Murphy Brown）は、アメリカのCBSで放送されたシチュエーション・コメディ。ワシントンD.C.にあるテレビ局の架空のニュースショー"FYI"を舞台に、キャンディス・バーゲンがタイトルロールの人気女性キャスターを演じた。
エミー賞コメディ部門において、シリーズを通して13回ノミネートされた。うち、作品賞を2回、キャンディス・バーゲンが主演女優賞を5回受賞した（同一の役柄での受賞回数としては最多記録で、バーゲンはそれ以降のノミネートを辞退している）。また、ゴールデングローブ賞で作品賞を1回、バーゲンが主演女優賞を2回受賞している。
米国では、1988年から1998年にかけ、10シーズン（247エピソード）にわたり放送された。日本ではNHKで1994年から1995年にかけて第3シーズン（第71話）までが放送された。その後、スーパーチャンネル(現・スーパー!ドラマTV)でも同内容のものが放送されている。米国では、第1シーズンのDVDが発売されたが、売り上げが低調だったため、第2シーズン以降の発売は予定されていない。
2018年9月より20年振りとなる新シリーズ(第11シーズン)が米国CBSで放送を開始。全13エピソード。
主演のキャンディス・バーゲンを始め、フェイス・フォード、ジョー・レガルブート、グラント・シャアッドらが前回より続投している(チャールズ・キンブローは3エピソードにゲスト出演することが発表されている)。
ケーブル局の朝のニュース番組のホストを務めることになったマーフィーが、かつてのFYIの仲間と共にドナルド・トランプ政権下の米国での報道の自由を求めて奮闘する姿が描かれる。

## キャスト
- マーフィー・ブラウン（キャンディス・バーゲン 声：藤田淑子） - 主人公、人気女性キャスター
- ジム・ダイアル（チャールズ・キンブロー 声：羽佐間道夫） - チーフ・キャスター
- フランク・フォンタナ（ジョー・レガルブート 声：樋浦勉） - レポーター
- コーキー・シャーウッド（フェイス・フォード 声：榎本智恵子） - 新人女性キャスター
- マイルズ・シルバーバーグ（グラント・ショード 声：佐久田修） - プロデューサー
- フィル（パット・コーレイ 声：富田耕生） - 登場人物が集うバーのオーナー
- エルディン・バーネキー（ロバート・パストレリ 声：斎藤志郎） - マーフィーの自宅のリフォームを請け負った、いつまでも仕事が終わらないペンキ屋。